# Ludwik Wilkoński
Ludwik Wilkoński (ur. 14 sierpnia 1866 w Psurzu k. Kutna, zm. 2 czerwca 1940 w Słupnie) – polski duchowny rzymskokatolicki, prałat, kanonik penitencjarz Kapituły Katedralnej Płockiej, spowiednik św. Faustyny Kowalskiej. 
Był synem Franciszka Józefa (zm. 1904) herbu Odrowąż i Marianny z Jabłońskich, właścicieli majątku ziemskiego. Ukończył Seminarium Nauczycielskie w Łeczycy i po roku pracy jako nauczyciel w wieku 20 lat zgłosił się w 1885 do   Seminarium Duchownego w Płocku. Święcenia kapłańskie przyjął 5 lipca 1891 w katedrze płockiej. Pełnił funkcje wikariusza parafii Wyszogród i przy katedrze płockiej; był kapelanem Szpitala Świętej Trójcy w Płocku. 2 października 1902  został proboszczem w Trzepowie a następnie w Strzygach. W 1904 biskup Apolinary Wnukowski powołał go na stanowisko ojca duchownego w Seminarium Płockim. W uznaniu zasług biskup obdarzył go w 1907 honorową kanonią pułtuską. W latach 1908–1920 był dziekanem dekanatu płockiego. Fundował stypendia dla niezamożnej młodzieży. W 1908 został mianowany kapelanem Biskupa Ordynariusza. W czasie obrony Płocka przed bolszewikami w 1920 ranny w głowę w wyniku ostrzału artyleryjskiego. W 1923 roku otrzymał godność prałata domowego Jego Świętobliwości.
28 lutego 1940 wraz z abp. Antonim Julianem Nowowiejskim oraz z biskupem pomocniczym Leonem Wetmańskim został aresztowany przez Niemców, wywieziony do Słupna k.Płocka i tam internowany. Zmarł nagle na atak serca podczas internowania dnia 2 czerwca 1940, pochowany został zgodnie z życzeniem w Płocku w grobowcu kapitulnym.